# Водоспади Івано-Франківської області
| Назва                       | Район                      | Координати                                                                          | Висота     | Короткі відомості | Фотографія/відео |
| --------------------------- | -------------------------- | ----------------------------------------------------------------------------------- | ---------- | --- | ---------------- |
| Ардан                       | Косівський район           | 48°20′42.5″ пн. ш. 25°01′03.55″ сх. д. / 48.345139° пн. ш. 25.0176528° сх. д.       | 3 м        | Розташований на струмку Нижній (Малий) Ардан, правий доплив Пістиньки (бас. Пруту), в с. Пістинь. Легкодоступний, маловідомий.                                                                                                   |                  |
| Бабинець                    | Косівський район           | 48°16′56.7″ пн. ш. 25°02′11.08″ сх. д. / 48.282417° пн. ш. 25.0364111° сх. д.       | 4 м        | Розташований на струмку Бабин в однойменному селі. Легкодоступний, маловідомий. |                  |
| Бабині водоспади            | Косівський район           | 48°17′45.17″ пн. ш. 25°02′20.73″ сх. д. / 48.2958806° пн. ш. 25.0390917° сх. д.     | 2,5 м      | Каскад з декількох водоспадів (1,5 - 2,5 м) на струмку Бабин біля с. Город. Відносно доступні, маловідомі. |                  |
| Бабин Секрет                | Косівський район           | 48°17′51.93″ пн. ш. 25°02′44.92″ сх. д. / 48.2977583° пн. ш. 25.0458111° сх. д.     | 3.5 м      | Розташований в селі Город. Важкодоступний, маловідомий. |                  |
| Багровецький                | Яремчанська міська рада    | 48°25′08.64″ пн. ш. 24°31′21.51″ сх. д. / 48.4190667° пн. ш. 24.5226417° сх. д.     | 10 м       | Трикаскадний водоспад розташований на однойменному струмку в м. Яремче. Важкодоступний, маловідомий. |                  |
| Бартка Довбуша              | Косівський район           | 48°19′41.85″ пн. ш. 24°55′53.52″ сх. д. / 48.3282917° пн. ш. 24.9315333° сх. д.     | > 20 м     | Розташований на безіменному струмку (лівий доплив р. Пістинька) в с. Шешори. Легкодоступний, маловідомий. Ймовірно, найвищий водоспад Івано-Франківської області.                                                                |                  |
| Безвінний                   | Косівський район           | 48°15′59.44″ пн. ш. 25°00′07.17″ сх. д. / 48.2665111° пн. ш. 25.0019917° сх. д.     | 5 м        | Розташований на однойменному струмку в с. Яворів. Важкодоступний, маловідомий. |                  |
| Бездежський                 | Калуський район            | 48°48′48.43″ пн. ш. 24°00′37.7″ сх. д. / 48.8134528° пн. ш. 24.010472° сх. д.       | 1.5-2 м    | Розташований на однойменному струмку між селами Суходіл і Луги. Важкодоступний, маловідомий. |                  |
| Бездежський Малий           | Калуський район            | 48°48′47.59″ пн. ш. 24°00′12.55″ сх. д. / 48.8132194° пн. ш. 24.0034861° сх. д.     | 1.5 м      | Розташований за 600-650 м вище Бездежського водоспаду в гирлі безіменного струмка (правий доплив потоку Бездежський, бас. Чечви). Важкодоступний, маловідомий.                                                                   |                  |
| Берний                      | Калуський район            | 48°53′53.38″ пн. ш. 23°50′13.09″ сх. д. / 48.8981611° пн. ш. 23.8369694° сх. д.     | 2.5-3 м    | Розташований в гирлі однойменного струмка (лівий доплив р. Мізунька, бас. Свічі) в с. Новий Мізунь. Легкодоступний, маловідомий.                                                                                                 |                  |
| Бистрецький                 | Верховинський район        | 48°07′07.4″ пн. ш. 24°42′05.7″ сх. д. / 48.118722° пн. ш. 24.701583° сх. д.         | 8 м        | Водоспад розташований на правій притоці р. Бистрець в однойменному селі. Легкодоступний, маловідомий. |                  |
| Битківчик                   | Надвірнянський район       | 48°38′05.5″ пн. ш. 24°25′08.91″ сх. д. / 48.634861° пн. ш. 24.4191417° сх. д.       | 2 м        | На річці Битківчик в с. Битків. Легкодоступний, маловідомий. |                  |
| Біля Пасіки                 | Івано-Франківський район   | 48°39′04.79″ пн. ш. 24°16′15.62″ сх. д. / 48.6513306° пн. ш. 24.2710056° сх. д.     | 2 м        | На р. Плоска, яка є правою притокою Бистриці Солотвинської. Легкодоступний, маловідомий. |                  |
| Бо́гдан                      | Надвірнянський район       | 48°21′24.38″ пн. ш. 24°28′28.58″ сх. д. / 48.3567722° пн. ш. 24.4746056° сх. д.     | 3 м        | На струмку Бо́гдан (ліва притока річки Прутець Яблуницький). Легкодоступний, маловідомий. |                  |
| Брама                       | Надвірнянський район       | 48°22′25.18″ пн. ш. 24°38′49.74″ сх. д. / 48.3736611° пн. ш. 24.6471500° сх. д.     | 2 м        | В гирлі безіменного струмка (лівий доплив р. Прутець Чемигівський) в с. Микуличин. Маловідомий, легкодоступний. |                  |
| Буковецький                 | Верховинський район        | 48°12′40.11″ пн. ш. 24°56′47.25″ сх. д. / 48.2111417° пн. ш. 24.9464583° сх. д.     | 5-6 м      | На безіменному струмку, який є правою притокою р. Рибниця. Легкодоступний, маловідомий. |                  |
| Буковецький Нижній          | Верховинський район        | 48°12′50.2″ пн. ш. 24°56′58.9″ сх. д. / 48.213944° пн. ш. 24.949694° сх. д.         | 1.5 м      | Розташований за 400 м нижче по течії від Буковецького водоспаду. Легкодоступний, маловідомий. |                  |
| Бухтівецький                | Надвірнянський район       | 48°36′12″ пн. ш. 24°22′12″ сх. д. / 48.60333° пн. ш. 24.37000° сх. д.               | 8 м        | На річці Бухтівець. Легкодоступний, популярний туристичний об'єкт. |                  |
| Бухтівецький Верхній        | Надвірнянський район       | 48°36′09.36″ пн. ш. 24°22′03.85″ сх. д. / 48.6026000° пн. ш. 24.3677361° сх. д.     | 3,5 м      | Розташований за 300 м вище по течії від Бухтівецького водоспаду. Легкодоступний, маловідомий. |                  |
| Бухтівецько-Бистрицький     | Надвірнянський район       | 48°34′33.5″ пн. ш. 24°26′00.5″ сх. д. / 48.575972° пн. ш. 24.433472° сх. д.         | 3 м        | В гирлі річки Бухтівець (ліва притока Бистриці Надвірнянської, бас. Дністра). Легкодоступний. |                  |
| Вільховецькі                | Коломийський район         | 48°48′04.93″ пн. ш. 25°22′21.63″ сх. д. / 48.8013694° пн. ш. 25.3726750° сх. д.     | 3 м        | Каскад водоспадів різної висоти розташовані на безіменному струмку в однойменному селі. Висота найвищого водоспаду - бл. 3 м. Легкодоступні, маловідомі.                                                                         |                  |
| Віпчинка                    | Косівський район           | 48°15′24.15″ пн. ш. 25°01′08.4″ сх. д. / 48.2567083° пн. ш. 25.019000° сх. д.       | 10 м       | На безіменному потоці в присілку Віпчинка с. Яворів. Важкодоступний, маловідомий. |                  |
| Волійці                     | Косівський район           | 48°17′18.45″ пн. ш. 25°05′26.33″ сх. д. / 48.2884583° пн. ш. 25.0906472° сх. д.     | 5 м        | На одній з лівих приток р. Волиці біля с. Черганівка. Важкодоступний, маловідомий. |                  |
| Волійці Нижній              | Косівський район           | 48°17′08.75″ пн. ш. 25°05′50.29″ сх. д. / 48.2857639° пн. ш. 25.0973028° сх. д.     | 3 м        | На безіменному потоці, ліва притока р. Волиці біля с. Черганівка. Важкодоступний, маловідомий. |                  |
| Великий Гук                 | Косівський район           | 48°19′58.6″ пн. ш. 24°59′14.3″ сх. д. / 48.332944° пн. ш. 24.987306° сх. д.         | 5 м        | Один зі Сріблястих водоспадів. Легкодоступний, популярний туристичний об'єкт. |                  |
| Великорожинський Гук        | Косівський район           | 48°12′32.37″ пн. ш. 25°06′10.59″ сх. д. / 48.2089917° пн. ш. 25.1029417° сх. д.     | 10 м       | В с. Великий Рожин на струмку Приємський (права притока р. Великорожинка). Важкодоступний, маловідомий. |                  |
| Гаджинські водоспади        | Верховинський район        | 48°06′49.21″ пн. ш. 24°34′21.49″ сх. д. / 48.1136694° пн. ш. 24.5726361° сх. д.     | 6 м        | Біля с. Бистрець на струмку Мреє в ур. Гаджина на висоті 1600 м. Важкодоступний, маловідомий |                  |
| Гук Чорногірський           | Верховинський район        | 48°06′15.33″ пн. ш. 24°37′06.69″ сх. д. / 48.1042583° пн. ш. 24.6185250° сх. д.     | 10 м?      | Каскад водоспадів на струмку Степанський (правий доплив р. Бистрець, бас. Чорного Черемошу) різної висоти довжиною бл. 300 м. Важкодоступний, високогірний, маловідомий.                                                         |                  |
| Гуркало Ілемське            | Калуський район            | 48°47′57.1″ пн. ш. 23°55′42.2″ сх. д. / 48.799194° пн. ш. 23.928389° сх. д.         | 3,5-4 м    | На річці Ілемка. Маловідомий. |                  |
| Гуркало Липівський          | Калуський район            | 48°56′59.9″ пн. ш. 23°43′05.3″ сх. д. / 48.949972° пн. ш. 23.718139° сх. д.         | 2 м        | На потоці Липа (басейн річки Витвиця). Легкодоступний, маловідомий. |                  |
| Гуркало Лужанський          | Калуський район            | 49°00′05.0″ пн. ш. 23°48′29.2″ сх. д. / 49.001389° пн. ш. 23.808111° сх. д.         | 1,5 м      | На річці Витвиця. Легкодоступний, маловідомий |                  |
| Ґелетівський                | Косівський район           | 48°16′08.86″ пн. ш. 24°59′35.5″ сх. д. / 48.2691278° пн. ш. 24.993194° сх. д.       | 8 м        | Розташований вище (100-150 м) водоспаду Жолоб на однойменному струмку в с. Яворів. Важкодоступний, маловідомий. |                  |
| Дарваївські                 | Калуський район            | 48°56′12.75″ пн. ш. 23°48′14.6″ сх. д. / 48.9368750° пн. ш. 23.804056° сх. д.       | 5 м        | Каскад водоспадів на р. Путня біля с. Кропивник. Важкодоступні, маловідомі. |                  |
| Делівські                   | Івано-Франківський район   | 48°54′15.2″ пн. ш. 25°13′41.9″ сх. д. / 48.904222° пн. ш. 25.228306° сх. д.         | 16 м       | Шість водоспадів різної висоти розташовані на двох безіменних струмках в однойменному селі. Висота найвищого водоспаду - бл. 16 м. Легкодоступні, маловідомі.                                                                    |                  |
| Дзвінка                     | Надвірнянський район       | 48°35′42.5″ пн. ш. 24°22′48.3″ сх. д. / 48.595139° пн. ш. 24.380083° сх. д.         | 5,7 м      | На потоці Свиненьський, який є правою притокою річки Бухтівець. Легкодоступний, маловідомий. |                  |
| Дзембронські                | Верховинський район        | 48°04′39.9″ пн. ш. 24°38′43.7″ сх. д. / 48.077750° пн. ш. 24.645472° сх. д.         | 10 м       | На потоці Мунчель, що впадає в річку Дземброню. Важкодоступний, високогірний. |                  |
| Дзеркальний                 | Косівський район           | 48°17′56.36″ пн. ш. 25°00′25.69″ сх. д. / 48.2989889° пн. ш. 25.0071361° сх. д.     | 10 м       | Семикаскадний водоспад розташований на безіменному струмку (ліва притока Рибниці, бас. Пруту) в с. Соколівка біля скелі Дзеркало на відстані 1 км від траси Р 24 (Татарів - Кам'янець-Подільський). Важкодоступний, маловідомий. |                  |
| Дівочі Сльози (село Ісаків) | Івано-Франківський район   | 49°50′26″ пн. ш. 24°01′49″ сх. д. / 49.84056° пн. ш. 24.03028° сх. д.               | 3,5—4 м    | Один з небагатьох рівнинних водоспадів. Легкодоступний, популярний туристичний об'єкт. P.S. 11 травня 2019 року водоспад обвалився.                                                                                              |                  |
| Дівочі Сльози (Яремче)      | Яремчанська міська рада    | 48°26′42″ пн. ш. 24°31′13.5″ сх. д. / 48.44500° пн. ш. 24.520417° сх. д.            | 1,5 м      | На річці Жонка. Легкодоступний, популярний туристичний об'єкт. |                  |
| Довбуш і Дзвінка            | Косівський район           | 48°12′13.46″ пн. ш. 25°03′35.654″ сх. д. / 48.2037389° пн. ш. 25.05990389° сх. д.   | 14 та 10 м | Розташовані на відстані 20 м. один від одного в с. Великий Рожин. Важкодоступні, маловідомі. |                  |
| Дубшарський                 | Калуський район            | 48°49′44.45″ пн. ш. 24°04′59.6″ сх. д. / 48.8290139° пн. ш. 24.083222° сх. д.       | 4 м        | На потоці Дубшарка, ліва притока р. Дуба (бас. Чечви). Важкодоступний, маловідомий. |                  |
| Женецький                   | Яремчанська міська рада    | 48°23′27.08″ пн. ш. 24°29′56.75″ сх. д. / 48.3908556° пн. ш. 24.4990972° сх. д.     | 15 м       | На потоці Женець. Легкодоступний, популярний туристичний об'єкт. |                  |
| Женчик                      | Яремчанська міська рада    | 48°23′22.01″ пн. ш. 24°29′34.64″ сх. д. / 48.3894472° пн. ш. 24.4929556° сх. д.     | 2 м        | Розташований за 500-600 м вище Женецького водоспаду майже в самому гирлі потоку Женчик— за декілька десятків метрів від його впадіння у Женець. Важкодоступний, маловідомий.                                                     |                  |
| Жолоб                       | Косівський район           | 48°16′08.4″ пн. ш. 24°59′32.17″ сх. д. / 48.269000° пн. ш. 24.9922694° сх. д.       | 12 м       | На потоці Ґелетівський, права притока р. Рибниця. Важкодоступний, маловідомий. |                  |
| Замлацький                  | Івано-Франківський район   | 48°37′51″ пн. ш. 24°18′16″ сх. д. / 48.63083° пн. ш. 24.30444° сх. д.               | 8 м        | На потоці Замлаки (притока Манявки). Відносно доступний, маловідомий. |                  |
| Зарічанський                | Надвірнянський район       | 48°32′09.4″ пн. ш. 24°40′37.3″ сх. д. / 48.535944° пн. ш. 24.677028° сх. д.         | 2 м        | На потоці Ясиновець, правий доплив р. Прут в с. Заріччя. Легкодоступний, маловідомий. |                  |
| Зарічанський Верхній        | Надвірнянський район       | 48°32′07.48″ пн. ш. 24°40′36.83″ сх. д. / 48.5354111° пн. ш. 24.6768972° сх. д.     | 2 м        | За 100 м вище водоспаду Зарічанський. Легкодоступний, маловідомий. |                  |
| Іваниха                     | Косівський район           | 48°14′07.342″ пн. ш. 25°02′25.332″ сх. д. / 48.23537278° пн. ш. 25.04037000° сх. д. | 13-14 м    | На ділянці Кубеївка в с. Великий Рожин на безіменному струмку (ліва притока р. Великорожинка, бас. Черемоша). Важкодоступний, маловідомий.                                                                                       |                  |
| Ілемнянський                | Калуський район            | 48°50′25.3″ пн. ш. 23°58′35.8″ сх. д. / 48.840361° пн. ш. 23.976611° сх. д.         | 8 м        | На невеликому потоці, який є лівою притокою річки Ілемки. Легкодоступний, маловідомий. |                  |
| Казарка                     | Калуський район            | 48°44′12.7″ пн. ш. 23°58′49.5″ сх. д. / 48.736861° пн. ш. 23.980417° сх. д.         | 2,5 м      | На потоці Казарка, який є правою притокою річки Чечви. Важкодоступний, маловідомий. |                  |
| Капливець                   | Яремчанська міська рада    | 48°26′02.0″ пн. ш. 24°35′39.9″ сх. д. / 48.433889° пн. ш. 24.594417° сх. д.         | 6 м        | На безіменному потоці, який є правою притокою річки Прут. Легкодоступний, маловідомий. |                  |
| Кашицький                   | Косівський район           | 48°15′01.75″ пн. ш. 25°02′20.4″ сх. д. / 48.2504861° пн. ш. 25.039000° сх. д.       | 12 м       | На безіменному струмку (ліва притока р. Великорожинка, бас. Черемоша) в с. Яворів. Легкодоступний, маловідомий. |                  |
| Козаківський                | Болехівська міська рада    | 48°59′38.4″ пн. ш. 23°40′08.6″ сх. д. / 48.994000° пн. ш. 23.669056° сх. д.         | 1,5 м      | На річці Сукіль в однойменному селі. Легкодоступний, маловідомий. |                  |
| Козачі Сльози               | Болехівська міська рада    | 48°59′29.3″ пн. ш. 23°40′05.5″ сх. д. / 48.991472° пн. ш. 23.668194° сх. д.         | 2,5 м      | На невеликому потоці, який є правою притокою річки Сукіль. Легкодоступний, маловідомий. |                  |
| Косівський Гук              | Косівський район, м. Косів | 48°18′38.89″ пн. ш. 25°04′29.75″ сх. д. / 48.3108028° пн. ш. 25.0749306° сх. д.     | 2,5 м      | На річці Рибниця. Легкодоступний, популярний туристичний об'єкт. |                  |
| Крапельковий                | Надвірнянський район       | 48°36′13″ пн. ш. 24°22′15″ сх. д. / 48.60361° пн. ш. 24.37083° сх. д.               | 10 м       | На невеликому потоці, який є лівою притокою річки Бухтівець. Легкодоступний, популярний туристичний об'єкт. |                  |
| Кременоса                   | Надвірнянський район       | 48°33′40.3″ пн. ш. 24°28′41.4″ сх. д. / 48.561194° пн. ш. 24.478167° сх. д.         | 5 м        | На струмку Нижня Кременоса, який є правою притокою р. Бистриця Надвірнянська на околиці с. Пасічна. Легкодоступний, маловідомий.                                                                                                 |                  |
| Кременоса Нижній            | Надвірнянський район       | 48°33′42.6″ пн. ш. 24°28′40.6″ сх. д. / 48.561833° пн. ш. 24.477944° сх. д.         | 6 м        | За 50-100 метрів нижче водоспаду Кременоса. Легкодоступний, маловідомий. |                  |
| Кривецький                  | Верховинський район        | 48°11′37.23″ пн. ш. 24°43′40.83″ сх. д. / 48.1936750° пн. ш. 24.7280083° сх. д.     | 2 м        | На струмку Кривець (права притока р. Ільця, бас. Чорного Черемошу) в с. Кривопілля. Легкодоступний, маловідомий. |                  |
| Кривопільський              | Верховинський район        | 48°11′53.35″ пн. ш. 24°41′05.64″ сх. д. / 48.1981528° пн. ш. 24.6849000° сх. д.     | 3 м        | На потоці Росиш Великий (права притока р. Ільця, бас. Чорного Черемошу) в с. Кривопілля. Легкодоступний, маловідомий. |                  |
| Крутіж                      | Надвірнянський район       | 48°32′28.8″ пн. ш. 24°43′38.3″ сх. д. / 48.541333° пн. ш. 24.727306° сх. д.         | 3 м        | На р. Прут в смт Ланчин. Легкодоступний, маловідомий. |                  |
| Кудринець                   | Надвірнянський район       | 48°28′14.2″ пн. ш. 24°25′22.5″ сх. д. / 48.470611° пн. ш. 24.422917° сх. д.         | 5 м        | На потоці Кудринець, який є правою притокою річки Ситний. Легкодоступний, маловідомий. |                  |
| Кунисівські                 | Коломийський район         | 48°48′40.9″ пн. ш. 25°21′52.73″ сх. д. / 48.811361° пн. ш. 25.3646472° сх. д.       | 5 м        | На безіменному потічку, який є правою притокою Дністра, в с. Кунисівці. Легкодоступні, маловідомі. |                  |
| Липний                      | Косівський район           | 48°14′41.7″ пн. ш. 25°00′00.78″ сх. д. / 48.244917° пн. ш. 25.0002167° сх. д.       | 5 м        | В гирлі безіменного струмка (ліва притока р. Стоянів, бас. Рибниці). Легкодоступний, маловідомий |                  |
| Липни́ки                     | Івано-Франківський район   | 48°40′29.53″ пн. ш. 24°15′13.22″ сх. д. / 48.6748694° пн. ш. 24.2536722° сх. д.     | 2 м        | На безіменному струмку (права притока р. Бистриця Солотвинська) в с. Пороги. Легкодоступний, маловідомий. |                  |
| Лужківський                 | Косівський район           | 48°12′27.8″ пн. ш. 25°02′58.1″ сх. д. / 48.207722° пн. ш. 25.049472° сх. д.         | 14 м       | На потоці Свідовець, який впадає в річку Верхню Середню. Легкодоступний, один з найвищих водоспадів Гуцульщини. |                  |
| Лускавецький                | Надвірнянський район       | 48°35′04.53″ пн. ш. 24°22′21.41″ сх. д. / 48.5845917° пн. ш. 24.3726139° сх. д.     | 6 м        | На потоці Свиненьський, правий доплив р. Бухтівець, біля г. Лускавець (1032 м). Важкодоступний, маловідомий. |                  |
| Любіжнянський Гук           | Надвірнянський район       | 48°33′08″ пн. ш. 24°32′09″ сх. д. / 48.55222° пн. ш. 24.53583° сх. д.               | 5 м        | На річці Любіжня. Легкодоступний, маловідомий. |                  |
| Магура                      | Калуський район            | 48°47′57.37″ пн. ш. 23°55′41.89″ сх. д. / 48.7992694° пн. ш. 23.9283028° сх. д.     | 1.7 м      | Розташований за 200 м. вище водоспаду Гуркало Ілемське. Маловідомий. |                  |
| Малий Гук                   | Косівський район           | 48°19′58.6″ пн. ш. 24°59′14.3″ сх. д. / 48.332944° пн. ш. 24.987306° сх. д.         | 2 м        | На річці Пістинька. Один зі Сріблястих водоспадів. Легкодоступний, популярний туристичний об'єкт. |                  |
| Малий Кузьминець            | Івано-Франківський район   | 48°36′42.9″ пн. ш. 24°11′37.5″ сх. д. / 48.611917° пн. ш. 24.193750° сх. д.         | 4 м        | На струмку Малий Кузьминець (басейн річки Бистриця Солотвинська). Легкодоступний, маловідомий. |                  |
| Манівлоги                   | Косівський район           | 48°12′23.36″ пн. ш. 25°06′02.45″ сх. д. / 48.2064889° пн. ш. 25.1006806° сх. д.     | 6 м        | На ділянці Манівлоги в с. Великий Рожин на струмку Приємський (права притока р. Великорожинка). Важкодоступний, маловідомий. |                  |
| Манявський                  | Івано-Франківський район   | 48°37′45.6″ пн. ш. 24°18′26″ сх. д. / 48.629333° пн. ш. 24.30722° сх. д.            | 20 м       | На річці Манявка. Один з найвищих водоспадів в Українських Карпатах. Популярний туристичний об'єкт. |                  |
| Мар'янчині                  | Івано-Франківський район   | 48°36′51.2″ пн. ш. 24°19′50.9″ сх. д. / 48.614222° пн. ш. 24.330806° сх. д.         | 12,5 м     | На струмку Кобила (права притока Манявки). Важкодоступний, маловідомий. |                  |
| Марківський                 | Коломийський район         | 48°30′02.2″ пн. ш. 24°48′13.9″ сх. д. / 48.500611° пн. ш. 24.803861° сх. д.         | 7 м        | На безіменному потічку, який є лівою притокою Сопівки. Легкодоступний, маловідомий. |                  |
| Марківський Верхній         | Коломийський район         | 48°29′56.76″ пн. ш. 24°48′08.75″ сх. д. / 48.4991000° пн. ш. 24.8024306° сх. д.     | 3 м        | За 200 м вище водоспаду Марківський. Легкодоступний, маловідомий. |                  |
| Межиріцький                 | Косівський район           | 48°14′31.02″ пн. ш. 24°52′23.45″ сх. д. / 48.2419500° пн. ш. 24.8731806° сх. д.     | 4 м        | На ріці Річка в с. Снідавка. Маловідомий, легкодоступний. |                  |
| Мізунський водоспад         | Калуський район            | 48°53′2″ пн. ш. 23°48′8″ сх. д. / 48.88389° пн. ш. 23.80222° сх. д.                 | 3 м        | На річці Мізунка. Легкодоступний, популярний туристичний об'єкт. |                  |
| Млинський                   | Верховинський район        | 48°09′30.0″ пн. ш. 25°02′48.0″ сх. д. / 48.158333° пн. ш. 25.046667° сх. д.         | 2 м        | На потоці Млинському (ліва притока Черемошу). Легкодоступний, маловідомий. |                  |
| Нарінецький                 | Яремчанська міська рада    | 48°23′03.6″ пн. ш. 24°31′17.9″ сх. д. / 48.384333° пн. ш. 24.521639° сх. д.         | 9 м        | На потоці Норецький (ліва притока річки Женець). Легкодоступний, маловідомий. |                  |
| Неґровський                 | Калуський район            | 48°32′36.16″ пн. ш. 24°05′09.64″ сх. д. / 48.5433778° пн. ш. 24.0860111° сх. д.     | 5-6 м      | В гирлі струмка Неґрова, за декілька метрів від його впадіння у Бистрик (правий доплив річки Лімниця). Легкодоступний, маловідомий.                                                                                              |                  |
| Нова Казарка                | Калуський район            | 48°43′16.6″ пн. ш. 23°58′09.9″ сх. д. / 48.721278° пн. ш. 23.969417° сх. д.         | 5 м        | На потоці Нова Казарка, який є правою притокою Казарки. Важкодоступний, маловідомий. |                  |
| Перемога                    | Івано-Франківський район   | 48°39′14.1″ пн. ш. 24°16′27.97″ сх. д. / 48.653917° пн. ш. 24.2744361° сх. д.       | 2 м        | На р. Плоска, яка є правою притокою Бистриці Солотвинської. Важкодоступний, маловідомий. |                  |
| Підгуркало                  | Калуський район            | 48°49′12.41″ пн. ш. 24°07′46.36″ сх. д. / 48.8201139° пн. ш. 24.1295444° сх. д.     | 5 м        | На маловодному потоці (басейн річки Дуба). Легкодоступний, маловідомий. |                  |
| Під Комином                 | Івано-Франківський район   | 48°40′17.4″ пн. ш. 24°14′24.9″ сх. д. / 48.671500° пн. ш. 24.240250° сх. д.         | 10 м       | Каскадного типу. В самому гирлі безіменного струмка, який є правою притокою р. Бистриця Солотвинська в с. Пороги. Відносно доступний, маловідомий.                                                                               |                  |
| Під Комином Верхній         | Івано-Франківський район   | 48°40′16.3″ пн. ш. 24°14′32.3″ сх. д. / 48.671194° пн. ш. 24.242306° сх. д.         | 12 м       | Чотирьохкаскадний. На відстані приблизно 200 м від водоспаду Під Комином. Відносно доступний, маловідомий. |                  |
| Поляницький                 | Болехівська міська рада    | 49°02′04.8″ пн. ш. 23°43′24.2″ сх. д. / 49.034667° пн. ш. 23.723389° сх. д.         | 1,5 м      | На річці Сукіль біля однойменного села. Легкодоступний, популярний туристичний об'єкт. |                  |
| Правич                      | Калуський район            | 48°45′28″ пн. ш. 23°46′19.2″ сх. д. / 48.75778° пн. ш. 23.772000° сх. д.            | 3 м        | На потоці Правич. Легкодоступний, маловідомий. |                  |
| Пробій                      | Яремчанська міська рада    | 48°26′22″ пн. ш. 24°32′22″ сх. д. / 48.43944° пн. ш. 24.53944° сх. д.               | 8 м        | На річці Прут. Найповноводніший водоспад в Українських Карпатах. Легкодоступний, популярний туристичний об'єкт. |                  |
| Прутський (Говерлянський)   | Надвірнянський район       | 48°09′39.6″ пн. ш. 24°31′08.4″ сх. д. / 48.161000° пн. ш. 24.519000° сх. д.         | 12 м       | Висота 80 м (6 каскадів). На річці Прут, на схід від вершини Говерли. Порівняно доступний, популярний туристичний об'єкт. |                  |
| Раковецький                 | Івано-Франківський район   | 48°42′18.85″ пн. ш. 24°21′37.82″ сх. д. / 48.7052361° пн. ш. 24.3605056° сх. д.     | 1,5 м      | На річці Бистриця Солотвинська в однойменному селі. Маловідомий, легкодоступний. |                  |
| Річка                       | Косівський район           | 48°16′00.7″ пн. ш. 24°53′14.9″ сх. д. / 48.266861° пн. ш. 24.887472° сх. д.         | 2,5 м      | На ріці Річка в однойменному селі. Маловідомий, легкодоступний. |                  |
| Розтока                     | Надвірнянський район       | 48°33′40.1″ пн. ш. 24°24′48.1″ сх. д. / 48.561139° пн. ш. 24.413361° сх. д.         | 3,5 м      | На річечці Розтока (права притока Бистриці Надвірнянської). Маловідомий, легкодоступний. |                  |
| Розтока Нижній              | Надвірнянський район       | 48°33′59.56″ пн. ш. 24°24′33.28″ сх. д. / 48.5665444° пн. ш. 24.4092444° сх. д.     | 1,5 м      | Розташований нижче по течії (850 м.) від водоспаду Розтока, майже у самому гирлі однойменного потоку — за декілька метрів від Бистриці Надвірнянської. Маловідомий, легкодоступний.                                              |                  |
| Рушірський                  | Косівський район           | 48°22′06.4″ пн. ш. 24°52′44.8″ сх. д. / 48.368444° пн. ш. 24.879111° сх. д.         | 4 м        | На річці Рушір (права притока Лючки). Легкодоступний, популярний туристичний об'єкт. |                  |
| Салатручіль                 | Надвірнянський район       | 48°28′42″ пн. ш. 24°10′49″ сх. д. / 48.47833° пн. ш. 24.18028° сх. д.               | 6 м        | На потоці Салатручіль, який є лівою притокою річки Салатрук. Легкодоступний, маловідомий. |                  |
| Сикавка                     | Косівський район           | 48°13′25.3″ пн. ш. 25°06′21.7″ сх. д. / 48.223694° пн. ш. 25.106028° сх. д.         | 6 м        | На потоці Сикавка (ліва притока Черемошу). Легкодоступний, популярний туристичний об'єкт. |                  |
| Сикавка Верхня              | Косівський район           | 48°13′24.6″ пн. ш. 25°06′15.6″ сх. д. / 48.223500° пн. ш. 25.104333° сх. д.         | 3 м        | На відстані 100 м від водоспаду Сикавка. Легкодоступний, маловідомий. |                  |
| Скрунтар                    | Калуський район            | 48°46′24.91″ пн. ш. 24°10′19.54″ сх. д. / 48.7735861° пн. ш. 24.1720944° сх. д.     | 8-9 м      | На потоці, який є лівою притокою Лімниці в с. Закерничне. Важкодоступний, маловідомий. |                  |
| Соколівський                | Косівський район           | 48°16′41.78″ пн. ш. 24°59′13.25″ сх. д. / 48.2782722° пн. ш. 24.9870139° сх. д.     | 1,5 м      | На річці Рибниці в с. Соколівка. Маловідомий, легкодоступний |                  |
| Соколовий                   | Надвірнянський район       | 48°22′19.48″ пн. ш. 24°39′04.65″ сх. д. / 48.3720778° пн. ш. 24.6512917° сх. д.     | 7 м        | В гирлі струмка Соколовий (ліва притока р. Прутець Чемигівський) в с. Микуличин. Маловідомий, легкодоступний |                  |
| Сріблясті водоспади         | Косівський район           | 48°19′58.6″ пн. ш. 24°59′14.3″ сх. д. / 48.332944° пн. ш. 24.987306° сх. д.         | 5 м        | На річці Пістинька. Легкодоступний, популярний туристичний об'єкт. |                  |
| Студений Потік              | Косівський район           | 48°19′56.51″ пн. ш. 24°55′20.93″ сх. д. / 48.3323639° пн. ш. 24.9224806° сх. д.     | 5 м        | Двокаскадний водоспад розташований на межі сіл Шешори та Прокурава. Легкодоступний, маловідомий. |                  |
| Сукільські водоспади        | Болехівська міська рада    | 48°59′28.8″ пн. ш. 23°37′10.4″ сх. д. / 48.991333° пн. ш. 23.619556° сх. д.         | 8 м        | Група водоспадів на потоках Сукіль-Плайський, Сукіль-Набивківський та Бережки (притоки р. Сукіль). Легкодоступні, маловідомі. |                  |
| Терношорський Гук           | Косівський район           | 48°13′39.35″ пн. ш. 24°55′05.17″ сх. д. / 48.2275972° пн. ш. 24.9181028° сх. д.     | 3 м        | На одній з правих приток річки Безулька. Легкодоступний, маловідомий. |                  |
| Трон                        | Косівський район           | 48°14′15.07″ пн. ш. 25°01′49.8″ сх. д. / 48.2375194° пн. ш. 25.030500° сх. д.       | 6-7 м      | Між селами Великий Рожин та Яворів на р. Великорожинка (ліва притока Черемошу, басейн Дунаю). Важкодоступний, маловідомий. |                  |
| Хитар                       | Верховинський район        | 48°13′20.12″ пн. ш. 24°43′03.12″ сх. д. / 48.2222556° пн. ш. 24.7175333° сх. д.     | 3 м        | На безіменному струмку (правий доплив Ільці, басейн Чорного Черемошу), в селі Волова. Легкодоступний, маловідомий. |                  |
| Ціви                        | Верховинський район        | 48°10′08.9″ пн. ш. 25°01′09.5″ сх. д. / 48.169139° пн. ш. 25.019306° сх. д.         | 2.5 м      | На хуторі Ціви в с. Білоберізка, де безіменний потічок впадає в струмок Млинський. Легкодоступний, маловідомий. |                  |
| Черетів                     | Верховинський район        | 48°12′31.2″ пн. ш. 24°58′03.45″ сх. д. / 48.208667° пн. ш. 24.9676250° сх. д.       | 2 м        | На безіменному струмку (права притока Рибниці, басейн Пруту), в селі Черетів. Легкодоступний, маловідомий. |                  |
| Черетів Верхній             | Верховинський район        | 48°12′29.06″ пн. ш. 24°58′05.24″ сх. д. / 48.2080722° пн. ш. 24.9681222° сх. д.     | 1.5 м      | Розташований вище водоспаду Черетів на відстані до 100 м. Легкодоступний, маловідомий. |                  |
| Черник                      | Надвірнянський район       | 48°29′54.8″ пн. ш. 24°21′32.4″ сх. д. / 48.498556° пн. ш. 24.359000° сх. д.         | 7—8 м      | На одній з приток річки Черник. Легкодоступний, маловідомий. |                  |
| Шепітський Гук              | Косівський район           | 48°15′26.6″ пн. ш. 24°50′48.9″ сх. д. / 48.257389° пн. ш. 24.846917° сх. д.         | 5 м        | На річці Брустурка. Легкодоступний. |                  |
| Шепітський Гук малий        | Косівський район           | 48°15′28.0″ пн. ш. 24°50′49.8″ сх. д. / 48.257778° пн. ш. 24.847167° сх. д.         | 1,5 м      | На річці Брустурка. Легкодоступний, маловідомий. P.S. Внаслідок червневої повені 2020 р. водоспад обвалився. |                  |
| Шепітсько-Брустурський Гук  | Косівський район           | 48°15′26.2″ пн. ш. 24°50′50.6″ сх. д. / 48.257278° пн. ш. 24.847389° сх. д.         | 8 м        | На правій притоці річки Брустурка. Легкодоступний, маловідомий. |                  |
| Широкий                     | Косівський район           | 48°15′26.65″ пн. ш. 25°00′59.75″ сх. д. / 48.2574028° пн. ш. 25.0165972° сх. д.     | 7-8 м      | На безіменному потоці в присілку Широкий с. Яворів. Легкодоступний, маловідомий. |                  |
| Шкіди                       | Косівський район           | 48°15′10.93″ пн. ш. 25°01′48.23″ сх. д. / 48.2530361° пн. ш. 25.0300639° сх. д.     | 8 м        | На безіменному потоці в присілку Віпчинка с. Яворів. Легкодоступний, маловідомий. |                  |
| Шум                         | Косівський район, м. Косів | 48°18′39.63″ пн. ш. 25°04′15.85″ сх. д. / 48.3110083° пн. ш. 25.0710694° сх. д.     | 1,5 м      | На річці Рибниця. Розташований вище по течії (350 м.) від водоспаду Косівський Гук. Легкодоступний, маловідомий. |                  |
| Яворівський Гук             | Косівський район           | 48°15′14.95″ пн. ш. 24°59′30.02″ сх. д. / 48.2541528° пн. ш. 24.9916722° сх. д.     | 7-8 м      | Розташований на р. Стоянів (ліва притока річки Рибниця). Легкодоступний, маловідомий |                  |
| Якубівка                    | Косівський район           | 48°20′11.51″ пн. ш. 24°58′14.81″ сх. д. / 48.3365306° пн. ш. 24.9707806° сх. д.     | 3 м        | Розташований на безіменному струмку (лівий доплив р. Пістинька) в с. Шешори. Легкодоступний, маловідомий. |                  |

## Пояснювальні примітки
1. ↑  висота найвищого каскаду
2. ↑  висота найвищого водоспаду
3. ↑  висота найвищого каскаду
4. ↑  висота найвищого каскаду
5. ↑  висота найвищого водоспаду
6. ↑  висота найвищого водоспаду
7. ↑  висота найвищого каскаду
8. ↑  висота найвищого каскаду
9. ↑  висота найвищого водоспаду
10. ↑  висота найвищого каскаду
11. ↑  висота найвищого водоспаду